# Giso (Frau des Feletheus)
Giso (wohl auch Gisa, † 487) war eine rugische Königin der Spätantike. Sie war die Frau des Königs Feletheus und Mutter des Fredericus.
Feletheus residierte nach dem Tod seines Vaters Flaccitheus etwa im Jahr 475 mit Giso im Rugiland, einem Gebiet um die heutige Stadt Krems an der Donau im heutigen Niederösterreich. Giso ist nur in der Vita Sancti Severini bezeugt, der 511 entstandenen Heiligenvita des Mönches Severin von Noricum aus der Feder von dessen Schüler Eugippius.
Darin tritt sie in einer Episode als Gegenspielerin Severins auf und wird dabei als „wild und schädlich“ (feralis et noxia) charakterisiert. Giso, die wie die meisten Rugier dem arianischen Glauben anhing, habe nicht nur versucht, einige Katholiken umzutaufen, was dem katholischen Mönch Eugippius als besonders frevelhaft erschien. Sie habe auch einige Römer aus dem Gebiet südlich der Donau gefangen genommen und sich außerdem „Barbaren“ (d. h. Nichtrömer) als versklavte Goldarbeiter gehalten. Von Severin aufgefordert, die Goldarbeiter freizulassen, habe sie sich zunächst geweigert. Hierauf sei – wie Eugippius betont, noch am selben Tag – auf ein Gebet Severins hin ein Strafwunder geschehen: Die Sklaven lehnten sich auf und nahmen Gisos kleinen Sohn Fredericus als Geisel. Dies habe Giso sofort dem Zorn Severins zugeschrieben, eingelenkt und sowohl die römischen als auch die „barbarischen“ Gefangenen freigesetzt. Hierbei handelt es sich um eine für Heiligenlegenden typische Erzählung mit zweifelhaftem Quellenwert. Auch an späterer Stelle wird sie als „grausamst“ (crudelissima) herabgewürdigt und von Severin kurz vor seinem Tod 482 gemeinsam mit ihrem Mann ermahnt, Gnade walten zu lassen.
Feletheus geriet in den 480er Jahren in einen Krieg mit Odoaker, dem mächtigen Herrscher über Italien. 487 wurde er besiegt und gemeinsam mit seiner Frau nach Italien gebracht, wo sie in Ravenna hingerichtet wurden.